# 清水洋二
清水 洋二（しみず ようじ、1942年〈昭和17年〉3月2日 - ）は、日本の実業家。TBSラジオ&コミュニケーションズ（現：TBSラジオ）初代社長。TBSホールディングス（TBSHD）社長室参与。東京都出身。

## 来歴
- 1949年4月 - 学習院初等科入学
- 1965年3月 - 学習院大学経済学部経済学科卒業
- 1965年4月 - 東京放送に入社
- 1989年6月 - テレビ営業局スポット専任部長
- 1989年7月 - ラジオ総局ラジオ営業局営業部長（後にラジオ編成局制作局長、取締役ラジオ総合企画室長に就任）
- 2000年4月 - 取締役ラジオ局局長
- 2000年10月 - TBSラジオ&コミュニケーションズ代表取締役社長（分社により就任）、株式会社東京放送取締役（兼務）
- 2007年6月 - TBSラジオ&コミュニケーションズ代表取締役会長（初代会長）
- 2008年6月 - 社団法人デジタルラジオ推進協会理事長
- 2015年 - 旭日中綬章受章[1]

## 出演
- 伊集院光 日曜日の秘密基地（2004年10月24日放送、「偉い人の失敗談スペシャル」）
- 夜な夜なニュースいぢり X-Radio バツラジ（スペシャルウィーク中のコーナー「5分であなたもマイスター」）
- 安住紳一郎の日曜天国（2006年9月3日放送にて、電話出演）